# Sieci widma

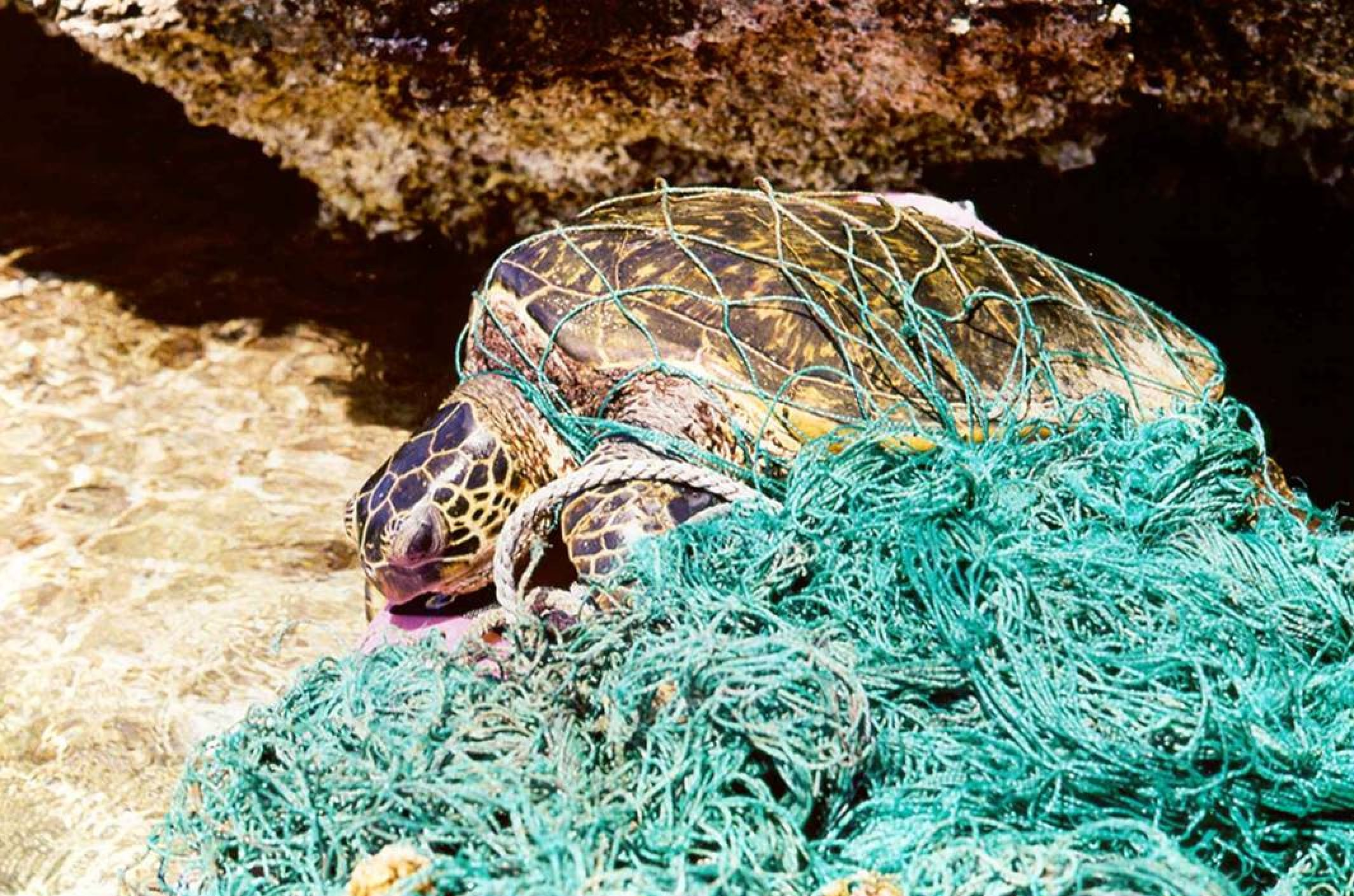
Żółw morski „złowiony” przez sieć widmo

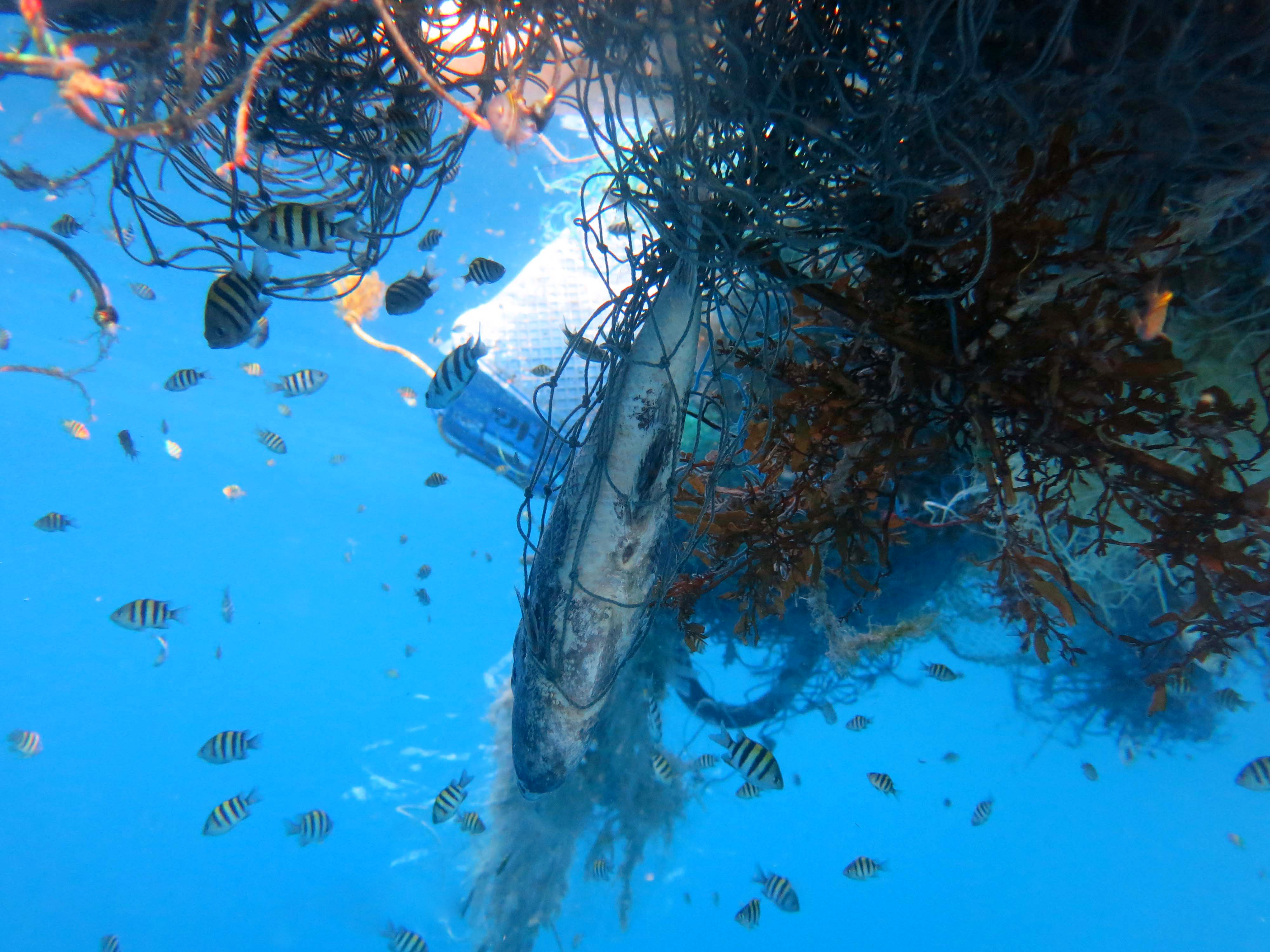
Ryba z rodziny garbikowatych „złowiona” przez sieć widmo

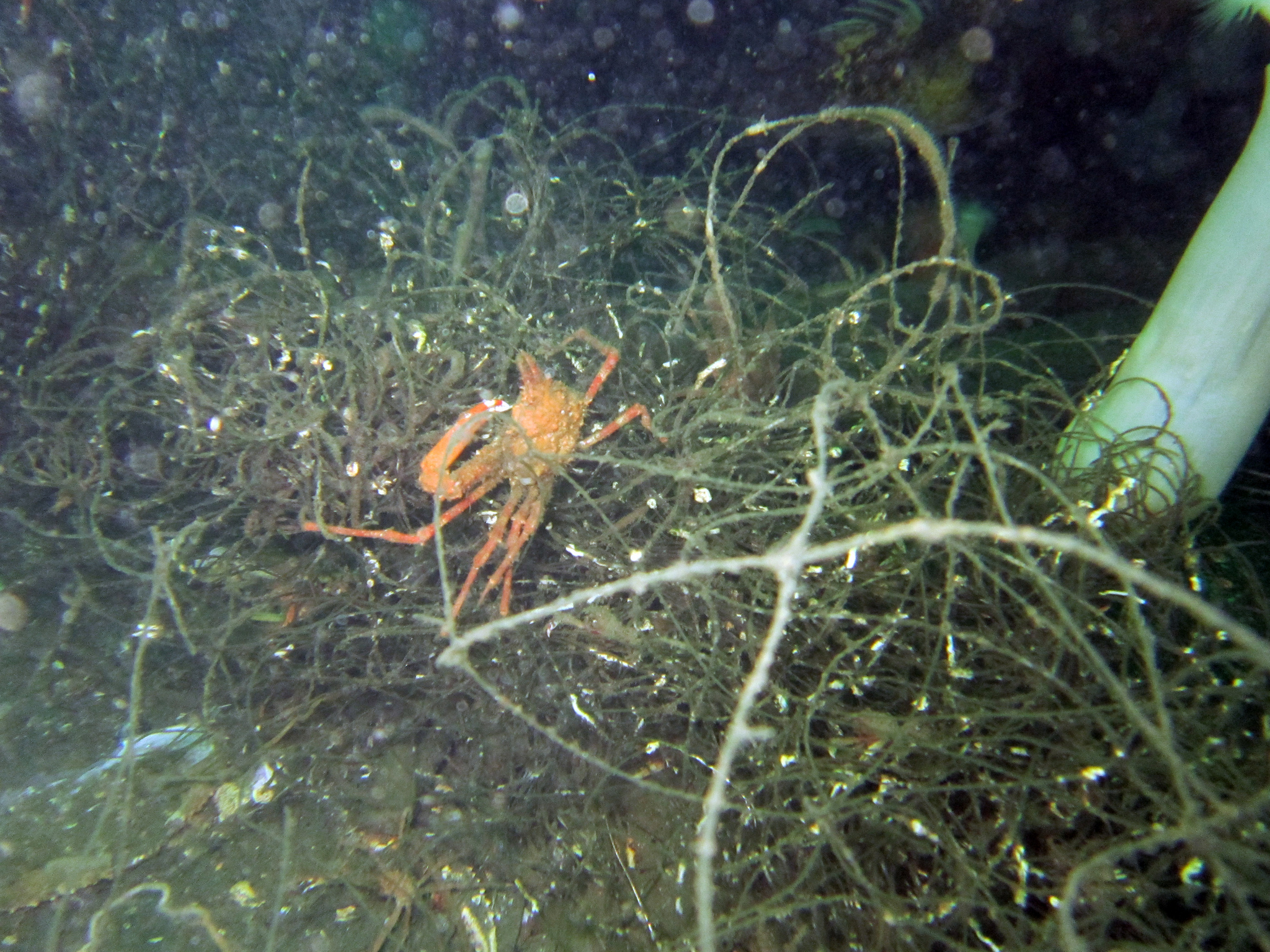
Krab „złowiony” przez sieć widmo

Sieci widma (ang. ghost nets) – stare sieci rybackie lub ich fragmenty zalegające w morzu, zagubione przez rybaków podczas sztormów, na skutek zaczepów o wraki statków, ich porzucone części czy inne zatopione w morzu przedmioty. 

## Opis
Współczesne narzędzia połowowe wykonane są z materiałów nie podlegających naturalnemu rozkładowi, barwione dla zmniejszenia ich widoczności w wodzie, a następnie wyposażane w różnego typu plastikowe pływaki oraz ołowiane lub wykonane z innych materiałów obciążniki. Sieci pozostawione bez właściciela nadal zanieczyszczają wodę generując niekontrolowany przyłów natykających się na nie ryb, ptaków, ssaków morskich oraz innych zwierząt, które złapane w sieci widma giną w męczarniach, po czym – uwięzione – ulegają rozkładowi. Efektywność zalegających w morzach sieci wynosi od 20% ich roboczej wydajności połowowej w okresie pierwszych 3 miesięcy od zgubienia, do około 6% po 27 miesiącach.
W ramach zakończonego projektu „Czysty Bałtyk” prowadzonego przez pięć polskich organizacji rybackich na całym polskim wybrzeżu Morza Bałtyckiego (strefa przybrzeżna oraz zalewy: Kamieński, Szczeciński, Wiślany i jezioro Dąbie), w 2017 roku wyłowiono 147 ton odpadów morskich. Głównie były to sieci zastawne, włoki, żaki, takle i pułapki. W wyłowionych narzędziach połowowych, poza rybami, znajdowano także ptaki, omułki jadalne, a nawet fokę szarą. Poza narzędziami połowowymi rybacy wyłowili z morza także inne odpady, w tym bojki, styropiany, skrzynie, liny, opony czy worki na śmieci. Od 2011 roku pozarządowa organizacja ekologiczna WWF Polska współpracując z rybakami i nurkami wyłowiła 300 ton sieci widm, które poddano sortowaniu i sprawdzono pod kątem możliwości odzyskania materiałów plastikowych do ponownego wykorzystania.

## Krytyka
Zdaniem części naukowców usuwanie sieci widm ma niewielki wpływ na ilość ryb w morzu, szczególnie tych leżących na dnie, które często są schronieniem dla ryb.